# Dick Martin
Thomas Richard "Dick" Martin, född 30 januari 1922 i Battle Creek i Michigan, död 24 maj 2008 i Santa Monica i Kalifornien, var en amerikansk komiker, regissör och programledare. Martin är känd för att tillsammans med Dan Rowan ha varit programledare för humorprogrammet Rowan & Martin's Laugh-In åren 1968-1973. 

## Filmografi i urval
- 1957-1969 – The Bob Hope Show (TV-serie)
- 1958 – Alla tiders gnägg
- 1960–1965 – The Ed Sullivan Show (TV-serie)
- 1962–1963 – The Lucy Show (TV-serie)
- 1966 – Spion i trosor
- 1966 – The Dean Martin Summer Show (TV-serie)
- 1966–1974 – The Dean Martin Show (TV-serie)
- 1966–1967 – The Merv Griffin Show (TV-serie)
- 1967–1973 – Rowan & Martin's Laugh-In (TV-serie)
- 1969–1973 – The Carol Burnett Show (TV-serie)
- 1974–1978 – The Dean Martin Celebrity Roast (TV-serie)
- 1979 – Fantasy Island (TV-serie)
- 1978–1982 – Kärlek ombord (TV-serie)
- 1981 – Sådan pappa sådan son
- 1993 – Blossom (TV-serie)
- 1993–1999 – Diagnos mord (TV-serie)
- 1996 – Tredje klotet från solen (TV-serie)
- 1997 – Baywatch (TV-serie)
- 1998 – The Nanny (TV-serie)
- 1998 – Air Bud räddar spelet